# Хуан Хуа
Хуан Хуа (кит. трад. 黃華, упр. 黄华, пиньинь Huáng Huá; 25 января 1913, Цычжоу, провинция Чжили, Китайская Республика — 24 ноября 2010, Пекин) — китайский политик, дипломат и государственный деятель. Играл видную роль в определении внешнеполитического курса КПК. Постоянный представитель КНР при ООН в 1971—1977 годах. После смерти Мао Цзэдуна, в 1976—1982 годах — министр иностранных дел КНР, вице-премьер Госсовета КНР (1980—1982). Член ЦК КПК 10, 11, 12 созывов. Заместитель председателя ПК ВСНП 6-го созыва.

## В КПК и Красной армии
Родился 25 января 1913 года в семье учителя. При рождении получил имя Ван Жумэй. Окончил Яньцзинский университет, возглавлял студенческий союз. Его преподавателем английского языка был Джон Лейтон Стюарт, будущий посол США в Китае.
В 1936 году вступил в Коммунистическую партию Китая. Принял партийный псевдоним Хуан Хуа, закрепившийся как личное имя. Был переводчиком и референтом американского журналиста Эдгара Сноу при его поездке в советский район и встречах с руководителями КПК, включая Мао Цзэдуна (по результатам этих контактов Сноу издал книгу «Красная звезда над Китаем» сыгравшую важную роль в создании положительного образа китайских коммунистов на Западе). Дружеские отношения между Сноу и Хуан Хуа сохранились в последующие десятилетия. Незадолго до кончины Сноу в 1972 Хуан Хуа — к тому времени крупный дипломат — посетил его в Швейцарии.
После отъезда Сноу в Пекин Хуан Хуа остался в Яньани. Служил в Красной армии Китая. Был помощником Чжу Дэ и секретарём Е Цзяньина.

## На дипломатической службе
После прихода к власти КПК и провозглашения КНР Хуан Хуа занял пост в системе Министерства иностранных дел. Отлично владел английским языком, считался эффективным дипломатом. Состоял в китайской на делегации на переговорах о прекращении Корейской войны. С 1953 года — директор Отдела западноевропейского и африканского Департаментов МИД КНР. Являлся советником Чжоу Эньлая на Женевской конференции 1954 и Бандунгской конференции 1955.
В 1960-е годы Хуан Хуа — посол КНР в ПНР, Гане, Египте. В период Культурной революции, при самоизоляции Китая, Хуан Хуа являлся наиболее заметным зарубежным представителем КНР.
В 1970 году Хуан Хуа был отозван и направлен на «трудовое перевоспитание» в деревне. Вскоре освобождён и направлен послом в Канаду. С 1971 года, после восстановления членства КНР в ООН, являлся первым постоянным представителем КНР в ООН и в Совете Безопасности (делегацию КНР возглавлял Цяо Гуаньхуа). Принимал участие в тайных китайско-американских переговорах и подготовке визита в КНР президента США Ричарда Никсона, состоявшегося в 1972 году. Выступал проводником внешнеполитического антисоветизма и сближения с Западом в противостоянии СССР — что соответствовало курсу Мао Цзэдуна и Чжоу Эньлая.
В 1973 году Хуан Хуа был введён в состав ЦК КПК.

## Министр иностранных дел
После смерти Мао Цзэдуна 9 сентября 1976 года в руководстве КПК развернулась борьба между радикальной «Банды четырёх» во главе с Цзян Цин и более умеренной группой Хуа Гофэна. Министр иностранных дел Цяо Гуаньхуа поддерживал «Банду четырёх». Хуан Хуа ориентировался на Хуа Гофэна, сторону которого занимал министр обороны Е Цзяньин (с ним Хуан Хуа поддерживал давние близкие отношения).
6 октября 1976 года члены «Банды четырёх» были арестованы. 2 декабря за связь с ними отправлен в отставку Цяо Гуаньхуа. На следующий день пост министра иностранных дел занял Хуан Хуа.
C 1978 года Хуан Хуа — член Госсовета КНР, с 1980 года — вице-премьер Госсовета.
Летом 1977 года Хуан Хуа сделал официальное заявление: «Китай будет проводить ту же внешнюю политику, которую проводил под руководством Мао Цзэдуна и Чжоу Эньлая». Главными достижениями дипломатии КНР во второй половине 1970-х стали восстановление дипломатических отношений с США (1978/1979) и подписание Договора о мире и дружбе с Японией. Хуан Хуа был одним из организаторов визита Дэн Сяопина в США в 1979 году. Китайско-японский договор вызвал резкую критику СССР, поскольку делегация Хуан Хуа добилась внесения в него тезиса о совместном противодействии гегемонизму на Дальнем Востоке: «Китайское руководство стремилось придать трактовке этого тезиса антисоветскую направленность».
На период министерства Хуан Хуа пришлись такие крупные международные кризисы, как полпотовский геноцид в Камбодже, Кампучийско-вьетнамский конфликт, Китайско-вьетнамская война, начало войны в Афганистане. В условиях нового витка Холодной войны начала 1980-х Хуан Хуа проводил внешнеполитический курс Дэн Сяопина, основанный на глобальном противостоянии СССР и его союзникам. При этом во главу угла ставились национально-государственные интересы Китая.
В 1980 году Хуан Хуа начал переговоры с Маргарет Тэтчер о судьбе Гонконга и возвращении его Китаю, которое осуществилось в 1997 году.
Отношения между КНР и США осложнились после избрания президентом неоконсерватора Рональда Рейгана. Это объяснялось последовательным антикоммунизмом администрации Рейгана и её дружественными жестами в отношении Тайваня. Однако стороны сумели не довести разногласия до острого конфликта. Вместе с госсекретарём США Александром Хейгом Хуан Хуа подписал «Коммюнике „8.17“ по проблеме продажи оружия Тайваню правительством США».
15 ноября 1982 года Хуан Хуа присутствовал на похоронах Леонида Брежнева.

## Уход из правительства
Хуан Хуа оставил посты вице-премьера и министра иностранных дел в ноябре 1982 года. С этого времени — после смерти Брежнева и дальнейших осложнений в отношениях с администрацией Рейгана — внешняя политика Китая, ассоциируемая с именами Цяо Гуаньхуа и Хуан Хуа, претерпела некоторые изменения. Было заявлено о возможной нормализации отношений с СССР. С США возникла обострённая полемика по ряду вопросов (в частности, в связи с побегом молодой теннисистки Ху На, попросившей в июле 1982 политического убежища в США), урегулированная лишь после визита Рейгана в КНР в 1984 году.
В 1982—1983 годах член Госсовета КНР.
До 1987 года Хуан Хуа был членом ЦК КПК. С 1983 по 1988 год Хуан Хуа занимал пост заместителя председателя Постоянного Комитета Всекитайского собрания народных представителей (председателем ПК ВСНП являлся Пэн Чжэнь). Был председателем Общества зарубежных друзей Китая, Китайской ассоциации по международным дружеским связям, а также Китайского общества социального обеспечения. Состоял в Постоянном комитете Центральной комиссии советников КПК последнего состава — до 1992 года.

## Официальные оценки
Хуан Хуа скончался 24 ноября 2010 года в Пекине на 98-м году жизни. Официально рассматривается в КНР как «выдающийся деятель Коммунистической партии, пролетарский революционер и дипломат». Изданы его мемуары.
Хэ Лилян, жена Хуан Хуа, была переводчицей в аппарате ЦК КПК и функционером МИД.